# Nemčice
Nemčice este o comună slovacă, aflată în districtul Topoľčany din regiunea Nitra. Localitatea se află la altitudinea de 176 m deasupra n.m., se întinde pe o suprafață de 7,96 km2 și în 2017 număra 1.008 de locuitori.

## Istoric
Localitatea Nemčice este atestată documentar din 1156.

## Demografie
| An:                | 1994 | 2004 | 2014   | 2024   |
| ------------------ | ---- | ---- | ------ | ------ |
| Număr de persoane: | 0    | 938  | 980    | 942    |
| Diferență:         |      | –    | +4,47% | −3,87% |

| An:                | 2023 | 2024   |
| ------------------ | ---- | ------ |
| Număr de persoane: | 943  | 942    |
| Diferență:         |      | −0,10% |